# Argentyna na Zimowych Igrzyskach Olimpijskich 1964
Argentynę na Zimowych Igrzyskach Olimpijskich 1964 reprezentowało 12 sportowców w trzech dyscyplinach. Nie zdobyli oni żadnego medalu.

## Bobsleje

### Mężczyźni
| Osada | Zawodnicy                        | Konkurencja | Ślizg 1 | Ślizg 1 | Ślizg 2 | Ślizg 2 | Ślizg 3 | Ślizg 3 | Ślizg 4 | Ślizg 4 | Łącznie | Łącznie |
| Osada | Zawodnicy                        | Konkurencja | Czas    | Miejsce | Czas    | Miejsce | Czas    | Miejsce | Czas    | Miejsce | Czas    | Miejsce |
| ----- | -------------------------------- | ----------- | ------- | ------- | ------- | ------- | ------- | ------- | ------- | ------- | ------- | ------- |
| ARG-1 | Héctor Tomasi Fernando Rodríguez | Dwójki      | 1:07,59 | 16      | 1:09,20 | 19      | 1:07,36 | 14      | 1:07,72 | 15      | 4:31,87 | 18      |
| ARG-2 | Roberto Bordeu Hernán Agote      | Dwójki      | 1:10,15 | 21      | 1:08,45 | 17      | 1:11,33 | 19      | 1:10,26 | 19      | 4:40,19 | 19      |

| Osada | Zawodnicy                                                                  | Konkurencja | Ślizg 1 | Ślizg 1 | Ślizg 2 | Ślizg 2 | Ślizg 3 | Ślizg 3 | Ślizg 4 | Ślizg 4 | Łącznie | Łącznie |
| Osada | Zawodnicy                                                                  | Konkurencja | Czas    | Miejsce | Czas    | Miejsce | Czas    | Miejsce | Czas    | Miejsce | Czas    | Miejsce |
| ----- | -------------------------------------------------------------------------- | ----------- | ------- | ------- | ------- | ------- | ------- | ------- | ------- | ------- | ------- | ------- |
| ARG-1 | Héctor Tomasi Carlos Tomasi Hernán Agote Fernando Rodríguez Roberto Bordeu | Czwórki     | 1:05,74 | 17      | 1:06,08 | 18      | 1:07,07 | 17      | 1:06,62 | 17      | 4:25,51 | 16      |

## Narciarstwo alpejskie

### Mężczyźni
| Zawodnik             | Konkurencja   | Wyścig  | Wyścig  |
| Zawodnik             | Konkurencja   | Czas    | Miejsce |
| -------------------- | ------------- | ------- | ------- |
| Jorge Abelardo Eiras | Zjazd         | 4:34,51 | 76      |
| Pedro Klempa         | Zjazd         | 2:47,07 | 64      |
| Carlos Perner        | Slalom gigant | 2:19,25 | 63      |
| Osvaldo Ancinas      | Slalom gigant | 2:15,06 | 57      |
| Pedro Klempa         | Slalom gigant | 2:12,88 | 52      |
| Jorge Abelardo Eiras | Slalom gigant | 2:08,38 | 43      |

Slalom mężczyzn
| Zawodnik             | Kwalifikacja | Kwalifikacja | Kwalifikacja | Kwalifikacja | Finał                  | Finał                  | Finał                  | Finał                  | Finał                  | Finał                  |
| Zawodnik             | Czas 1       | Miejsce      | Czas 2       | Miejsce      | Czas 1                 | Miejsce                | Czas 2                 | Miejsce                | Łącznie                | Miejsce                |
| -------------------- | ------------ | ------------ | ------------ | ------------ | ---------------------- | ---------------------- | ---------------------- | ---------------------- | ---------------------- | ---------------------- |
| Pedro Klempa         | Nie ukończył | –            | Nie ukończył | –            | Nie zakwalifikował się | Nie zakwalifikował się | Nie zakwalifikował się | Nie zakwalifikował się | Nie zakwalifikował się | Nie zakwalifikował się |
| Jorge Abelardo Eiras | Nie ukończył | –            | 1:04,57      | 41           | Nie zakwalifikował się | Nie zakwalifikował się | Nie zakwalifikował się | Nie zakwalifikował się | Nie zakwalifikował się | Nie zakwalifikował się |
| Manuel Mena          | 1:25,60      | 79           | 1:15,88      | 51           | Nie zakwalifikował się | Nie zakwalifikował się | Nie zakwalifikował się | Nie zakwalifikował się | Nie zakwalifikował się | Nie zakwalifikował się |
| Osvaldo Ancinas      | 1:04,63      | 53           | 1:04,35      | 39           | Nie zakwalifikował się | Nie zakwalifikował się | Nie zakwalifikował się | Nie zakwalifikował się | Nie zakwalifikował się | Nie zakwalifikował się |

### Kobiety
| Zawodniczka               | Konkurencja   | Wyścig 1 | Wyścig 1 | Wyścig 2 | Wyścig 2 | Łącznie | Łącznie |
| Zawodniczka               | Konkurencja   | Czas     | Miejsce  | Czas     | Miejsce  | Czas    | Miejsce |
| ------------------------- | ------------- | -------- | -------- | -------- | -------- | ------- | ------- |
| María Christina Schweizer | Slalom gigant |          |          |          |          | 2:19,81 | 42      |
| María Christina Schweizer | Slalom        | 53,43    | 28       | 58,45    | 25       | 1:51,88 | 24      |

## Saneczkarstwo

### Mężczyźni
| Zawodnik       | Ślizg 1 | Ślizg 1 | Ślizg 2 | Ślizg 2 | Ślizg 3      | Ślizg 3 | Ślizg 4 | Ślizg 4 | Łącznie      | Łącznie |
| Zawodnik       | Czas    | Miejsce | Czas    | Miejsce | Czas         | Miejsce | Czas    | Miejsce | Czas         | Miejsce |
| -------------- | ------- | ------- | ------- | ------- | ------------ | ------- | ------- | ------- | ------------ | ------- |
| Matiás Stinnes | n/a     | ?       | n/a     | ?       | Nie ukończył | –       | –       | –       | Nie ukończył | –       |